# 晉州魚屬
晉州魚屬是屬於乞丐鱼目的一種魚類，生活在白堊紀阿爾布期。化石發現於南韓晉州市的晉州層地層。其身體構造類似於楚雄魚屬的魚類。種小名是為了表揚時任南韓地質學會會長鄭昌熙。